# Ermita de Nuestra Señora de los Ángeles (El Sauzal)
La ermita de Nuestra Señora de los Ángeles y del Mar más conocida simplemente como Ermita de Nuestra Señora de los Ángeles, es un templo católico situado en el municipio de El Sauzal en el norte de la isla de Tenerife (Islas Canarias, España). El templo está dedicado a la Virgen de los Ángeles, la cual es la copatrona de El Sauzal ya que el patrón es San Pedro Apóstol.

## Historia
La ermita fue fundada en 1505 por el Adelandado Alonso Fernández de Lugo, conquistador de las islas de La Palma y Tenerife. Tras la conquista de Tenerife el conquistador estableció el lugar de residencia de su familia en El Sauzal, uno los núcleos urbanos más antiguos de la isla. El templo se levantó en el área de mayor asentamiento poblacional de la época que debido a las favorables condiciones ambientales del lugar, propició un proceso de expansión de la agricultura, sobre todo de los cereales.
El templo, es (según su fecha de construcción) el tercer edificio eclesiástico más antiguo de la isla de Tenerife. Nuestra Señora de los Ángeles es la alcaldesa honoraria de El Sauzal desde el 20 de agosto de 1955.
Las Fiestas de la Virgen de los Ángeles se celebran conjuntamente con las de San Pedro entre finales de junio y principios de julio.

## Patrimonio
Destaca en la ermita el retablo mayor con un artesanado de vivos colores del siglo XVIII en madera policromada y la imagen de vestir de la copatrona del municipio, Nuestra Señora la Virgen de los Ángeles. 
Otras obras religiosas destacadas son la talla barroca de San Antonio de Padua también del siglo XVIII, atribuida a Luisa Roldán; un retrato de San Blas, San Francisco de Paula y San Amaro (obra anónima del mismo siglo) y las andas procesionales de la Virgen, realizadas en plata del año 1795.